# Nymphalis japonica
Nymphalis japonica är en fjärilsart som beskrevs av Hans Ferdinand Emil Julius Stichel 1902. Nymphalis japonica ingår i släktet Nymphalis och familjen praktfjärilar. Inga underarter finns listade i Catalogue of Life.